# Campeonato Nacional de Automovilismo (CNA)
El Campeonato Nacional de Automobilismo , (abreviado CNA) es un campeonato de automovilismo de velocidad que se disputa con automóviles de turismo y prototipos, organizado en Colombia . CNA es el principal certamen del país y es el campeonato de más alto nivel en Colombia. El calendario incluye 10 carreras con 2 carreras de resistencia, la 3 horas de Bogotá y 6 horas de Bogotá.

## Caterham Challenge
La Caterham Challenge de Latinoamérica comenzó en 2015 y estuvo activa hasta 2019. El Caterham  310R se utilizó durante los primeros 3 años y se reemplazó por el 420R para la temporada 2018. Fue la serie de carreras de primer nivel dentro de LaMonomarca que también albergaba series de apoyo dentro. Pilotos de América Latina compitieron y se invitó a participar a ganadores de campeonatos extranjeros de Caterham.
Para la temporada 2018, se fusionó con el Campeonato Nacional de Automovilismo y los pilotos compitieron entre sí dentro de su propia categoría de Caterham, así como con los otros autos en la carrera general.
| Año  | 1st                      | 2nd            | 3rd               |
| 2018 | Sam Walker/Javier Rincon | Iván Hernández | Alejandro Payan   |
| 2017 | Juan González            | Camilo Forrero | Andrés Ceballos   |
| 2016 | Juan González            | Diego Moran    | Sebastián Alborta |

## Circuito
| País                | Circuito               | Años   | Válidas |
| ------------------- | ---------------------- | ------ | ------- |
| Bandera de Colombia | Autódromo de Tocancipá | Actual | 12      |

## Categorías
Hay varias categorías de autos dentro de la carrera.
- Fuerza Libre
- Prototipos P1
- Prototipos Caterham
- Turbo Turismos
- Turismos Hasta 1,600cc
- Super Turismos Hasta 2,000cc
- GT

## Resultados

### Clasificación 2021[5]
| N° Carro | Pilotos      | Pilotos                     | Categoría             |
| -------- | ------------ | --------------------------- | --------------------- |
| 20       | Daniel Nunez | David Tores                 | Turismos 1600cc       |
| 32       | Juan García  | Andrés GarcíaCamilo Forrero | Super Turismos 2000cc |
| 15       | Paula Russi  | Pavel RussiNelson Gutiérrez | Turbo Turismos        |
| 113      | Erick Diaz   | Felipe Merjech              | Fuerza Libre          |